# 부여융
부여융(扶餘隆, 615년 ~ 682년)은 백제의 왕족이자 당나라 장군이다. 자는 융(隆)이다. 숭(崇)이라고도 한다. 백제 멸망 후 당나라에 귀순하여 백제 부흥운동 토벌에 협조하고 당나라의 백제군공 웅진도독으로 부임하여 백제 유민들을 약탈하였다. 당나라에서 광록대부 태상원외경 겸 웅진도독 대방군왕까지 임명됐으나, 당의 웅진도독부는 신라에 의해 한반도에서 축출되어 요동으로 이주했다. 부여융이 마지막 태자인지에 관해서는 학설 대립이 있다.

## 생애

### 왕자 시절
의자왕(義慈王)의 아들로 태어나 어려서부터 조용했으며 선(善)과 의(義)를 따랐다. 637년(무왕 38년) 당 태종에게 조공 사신으로 다녀왔다. 644년(의자왕 4년) 태자에 책봉되었으나 의자왕 말년에 부여효로 교체되었다. 660년 음력 7월 연합군이 몰려와서 수도 사비성이 포위되자 왕과 태자 효는 웅진성으로 대피하였다. 이 틈을 타 의자왕의 차남 부여태가 외람히 왕을 칭하자 의자왕의 적손 부여문사와 함께 성을 나가 항복하였다. 중국 기록에서는 의자왕과 같이 웅진성으로 대피한 태자를 한결같이 융이라고 하여 무엇이 맞는지 명확히 알 수 없다. 이때 김법민(훗날 문무왕)에게 얼굴에 침을 맞으며 엎드리는 굴욕을 당했는데, 642년 대야성 전투에서 법민의 누이 고타소랑이 죽은 탓이었다. 웅진성으로 도주한 의자왕 일행도 예군(禰軍)과 예식(禰植) 형제의 배반으로 잡혀오면서 백제는 패망했다. 음력 9월 소정방이 귀국하며 의자왕과 부여융을 포함한 왕족, 대신, 주민 1만여 명도 뤄양으로 압송했다. 고종은 부여융에게는 사농경을 제수하였다.

### 백제 부흥운동 토벌
백제는 멸망했으나 부흥 운동으로 인해 웅진도독부가 고립되면서 662년(용삭 2년) 당 조정에서는 웅진도독 유인원에게 철수 명령을 내렸다. 그러나 유인궤는 이곳을 지켜야 고구려도 무너트릴 수 있다며 강력히 반대했고 오히려 증원군을 요청했다. 이에 663년 손인사(孫仁師)와 부여융이 7,000명을 이끌고 파견되었다. 6월(음력) 명장 복신이 부여풍에게 처형당하는 등 부흥군의 내부 분열을 포착한 나당연합군은 그들의 본거지인 주류성을 직공하기로 하였다. 유인원, 손인사, 문무왕은 육군을 통솔하고 유인궤, 두상(杜爽), 부여융은 수군과 군량선을 인솔하였다. 8월(음력) 백강 전투에서 왜선 400척을 불사르는 대승을 거두고 주류성도 함락시킴으로써 백제 부흥군을 완전히 토벌하였다.

### 웅진도독 수행
664년(인덕 원년) 칙사 유인원의 주재로 신라의 김인문·김천존과 화친을 맹약했다. 10월(음력) 대방주자사(帶方州―) 겸 검교웅진도독 유인궤가 표를 올려 비로소 웅진도독이 되었고 이내 백제군공에 봉해지고 웅진도총관 겸 마한도안무대사(馬韓道安撫大使)에 임명되어 유민들을 통치하였다. 665년 유인원이 다시 칙사로 와서 신라 문무왕과 취리산(就利山) 회맹을 주선하니 드디어 옛 땅 일부에 대한 지배를 용인받고 1도독부 7주 51현을 획정하였다. 직후에 유인궤와 함께 당나라로 건너가서 666년(건봉 원년) 고종의 봉선(封禪)에도 참여하였다.
악화되던 나당관계가 고구려 멸망 후 표면화되면서 웅진도독부와 신라는 전투를 벌였고 결국 672년(함형 3년)에 웅진도독부는 신라에 의해 축출되었다. 웅진도독부는 676년(상원 3년) 고구려의 성이었던 건안성(建安城)에 재설치되어 서주(徐州)와 연주(兗州) 등에 있던 백제 유민들도 옮겨갔다. 677년(의봉 2년) 나당전쟁에서 당나라가 완패하여 당나라 장수였던 부여융은 다시는 한반도에 돌아오지 못했다. 대신 광록대부(光綠大夫) 태상원외경(太常員外卿) 사지절(使持節) 웅진도독 대방군왕을 임명받아 요동에서 백제 유민들을 억압했다. 682년(영순 원년) 68세의 나이에 뤄양에서 병사해 북망산에 묻혔고 보국대장군(輔國大將軍)을 추증받았다.

### 사후
지위는 손자 부여경이 물려받았다. 1920년 뤄양에서 〈부여융묘지명〉을 발견하여 현재 중국 하남성 박물관에서 소장하고 있다. 이 인연으로 뤄양시와 부여군은 자매결연을 맺고 의자왕의 묘 수색 작업을 벌였다. 그러나 끝내 찾지 못하고 그 흙만 가져와서 부여 능산리 고분군에 의자왕과 함께 가묘(假墓)를 조성하였다.

## 미궁의 마지막 태자
중국의 기록은 일관되게 부여융이 태자이며 맏아들이라고 했으나 《삼국사기》에서는 부여효가 태자이며 맏아들이라고 하여 서로 상반된다. 그래서 크게 3가지 설이 대립하고 있다.

### 융이 태자이며 맏아들설
중국의 각종 기록과 《삼국유사》를 우선한 설이다. 무엇보다 〈대당평백제국비〉와 〈당유인원기공비〉가 당대의 기록이기 때문에 신뢰성이 높다. 물론 승자의 기록이기는 하지만 《삼국사기》 역시 승자의 기록을 기반으로 했을 뿐더러 시기는 오히려 12세기로 늦다. 그러므로 《삼국사기》가 오류라고 한다. 부여융이 615년생이라는 점도 강점이다. 정리하면 융이 644년 태자에 책봉된 이래 그 자리는 바뀌지 않았다고 한다.

### 효가 태자이며 맏아들설
《삼국사기》를 우선한 설이다. 《삼국사기》가 신라사를 제외하고는 상당수 중국의 기록을 원전으로 했음에도 굳이 태자를 융에서 효로 고치고 부여문사가 사비성에서 얘기하는 상대도 부여융으로 설정했다. 융의 항복 시기도 의자왕보다 앞서며 〈김인문전〉에서도 태자를 효라 하는 등의 꼼꼼함이 보인다. 중국의 기록은 태자가 누구인지 잘 몰랐거나 효를 태자로 인정하지 않았기 때문이라고 한다. 융의 태자 책봉 기사에 대한 설명은 다시 두 가지 설로 나뉜다.
1. 융의 태자 책봉 기사는 효의 오기로 처음부터 끝까지 효가 태자였다.[24]
2. 644년 융이 태자로 책봉되기는 하였으나 의자왕 말년에 정국 변동이 일어나 효로 교체되었다.[25]

### 효가 태자이며 삼남 이하설
효로의 태자 교체설을 기본으로 하면서도 융 태자설과 일부 부합하는 면이 있다. 즉 융이 첫째였기에 644년 태자로 책봉됐지만 의자왕 말년에 효로 교체되었다고 한다.

## 평가
당나라 장수로서 백제의 유민들을 통치하고 백제 부흥운동을 토벌했기 때문에 백제 의자왕의 아들이었던 부여융은 부정적으로 평가된다. 사료를 검토했을 때, 부여융에 맞서 부흥운동에 참여한 자들은 공통적으로 과거 부여융과 다툼이 있었거나 웅진도독부를 당의 지배기구로 인식했던 것으로 보인다. 그러나 한편에서는 부여융이 단지 당나라의 지배정책을 수행했을 뿐 악의는 없었을 것이라는 시각도 있다.

## 가계
- 조부 : 무왕(武王, ? ~641, 재위:600~ 641)
- 조모 : 선화공주(善花公主)
- 부왕 : 의자왕(義慈王, 599년~660, 재위:641~660)
- 모후 : 은고(恩古)[29]
  - 왕자 : 부여융(扶餘隆) - 의자왕의 삼남일 수도 있다.
    - 장남 : 부여문사 - 의자왕의 맏손자는 명확한데 아버지가 융인지 효인지 분분하다.
      - 손자 : 부여경 - 융(隆)의 맏손자는 확실한데 아버지가 모호하다.

    - 차남 : 부여덕장 - 융(隆)의 차남 이하는 분명한데 앞뒤로 형제가 더 있을 수도 있다.
      - 손녀 : 부여태비

  - 동생 : 부여태 - 의자왕의 차남이 확실하며 나머지 형제들의 순서는 정확히 알 수 없다.
  - 동생 : 부여효
  - 동생 : 부여연
  - 동생 : 부여풍 - 무왕의 아들일 수도 있다.
  - 동생 : 부여용
  - 동생 : 부여충승(扶餘忠勝)
  - 동생 : 부여충지

- 관계를 알 수 없는 왕족 : 부여문선(扶餘文宣)[30]

## 부여융이 등장한 작품
- 《삼국기》, KBS, 1992년~1993년, 배우:이경영
- 《대왕의 꿈》, KBS, 2012년~2013년, 배우:공정환
- 《한국사기》(KBS, 2017년~2017년, 배우:이종신

## 같이 보기
- 한국의 역사
- 삼국 시대

## 참고 문헌
- 《삼국사기》28권 백제본기 제6 의자왕